# 15168 Marijnfranx
15168 Marijnfranx eller 2022 P-L är en asteroid i huvudbältet som upptäcktes den 24 september 1960 av den nederländsk-amerikanske astronomen Tom Gehrels och det nederländska astronomparet Ingrid van Houten-Groeneveld och Cornelis Johannes van Houten vid Palomarobservatoriet. Den är uppkallad efter astronomen Marijn Franx.
Asteroiden har en diameter på ungefär 8 kilometer och den tillhör asteroidgruppen Padua.